# Dzilam González
Dzilam González es una localidad de Yucatán en México, cabecera del municipio homónimo, ubicado cerca del litoral norte de la península de Yucatán.

## Localización
La localidad de Dzilam González se encuentra en la región denominada litoral norte del estado de Yucatán, al norte de la población de Temax y al sur de Dzilam de Bravo.

## Toponimia
El término Dzilam en idioma maya significa pelado o sin envoltura, esto es, cosa u objeto pelado.

## Datos históricos
Sobre la fundación de Dzilam González no existen datos registrados, aunque se sabe que había población maya antes de la conquista de Yucatán en toda la región, que perteneció al cacicazgo o jurisdicción de Ah Kin Chel. 
En el segundo intento de conquista a finales de 1530 o principios de 1531 el Adelantado nuevamente emprendió la conquista de los mayas. En esta ocasión entró al territorio peninsular por la costa occidental. Para ello Francisco de Montejo, el hijo, primero fundó en 1529 Salamanca de Xicalango. De allá partieron los soldados con destino a Acalán, y a mediados de 1530 Alonso de Dávila estableció Salamanca de Acalán, en territorio de los mayas chontales, como punto desde el cual emprender la conquista de Yucatán. Sin embargo, como no se encontraba estratégicamente situada, la abandonó y se dirigió a Champotón donde arribó a fines de 1530. Enterado el Adelantado de este movimiento, se trasladó a ese puerto; posteriormente lo siguió su hijo. En esta ocasión la presencia española se prolongó cerca de cinco años. 
Durante el transcurso de este periodo los conquistadores fundaron Salamanca de Campeche y Villa Real de Chetumal (1531), Ciudad Real de Chichén Itzá (1533) y Ciudad Real de Dzilam (1534); asentamientos desde los cuales intentaron arrancar el proceso colonizador.[cita requerida]
Así, en 1534 cuando llegaron noticias de las riquezas del Perú, los soldados principiaron a desertar. Además el ejército era de solo 300 hombres, y Montejo cometió el error de dividirlos desde Salamanca de Campeche  La otra, jefaturada por Montejo el mozo, se dirigió al norte y en Chichén Itzá fundó Ciudad Real. Todo parecía indicar que desde este asentamiento el proceso colonizador arrancaba sin contratiempos, pues el Adelantado repartió los primeros pueblos en encomienda. Sin embargo, los indígenas comenzaron a asediarlos hasta finalmente expulsarlos hacia la costa norte, y en 1534 fundaron en Dzilam la nueva Ciudad Real con el fin de reiniciar la colonización. Ante las adversidades, a fines de ese año o principios de 1535, abandonaron la empresa.[cita requerida]
Después de la conquista de Yucatán permaneció bajo el régimen de las encomiendas, las que prevalecieron durante la época colonial. En 1534 Francisco de Montejo, “El Adelantado”, fundó en esta población la segunda ciudad real de la península de Yucatán, siendo más antigua que la ciudad de Mérida.

## Turismo
El ecoturismo se ha convertido en una de las actividades principales de la región.  Las Bocas de Dzilam área estatal protegida de la biodiversidad ubicadas al nor-oriente de Dzilam González, constituyen un atractivo natural que atrae una gran cantidad de turistas locales y foráneos. Estas Bocas están contenidas en la Reserva Natural de Dzilam.

## Galería

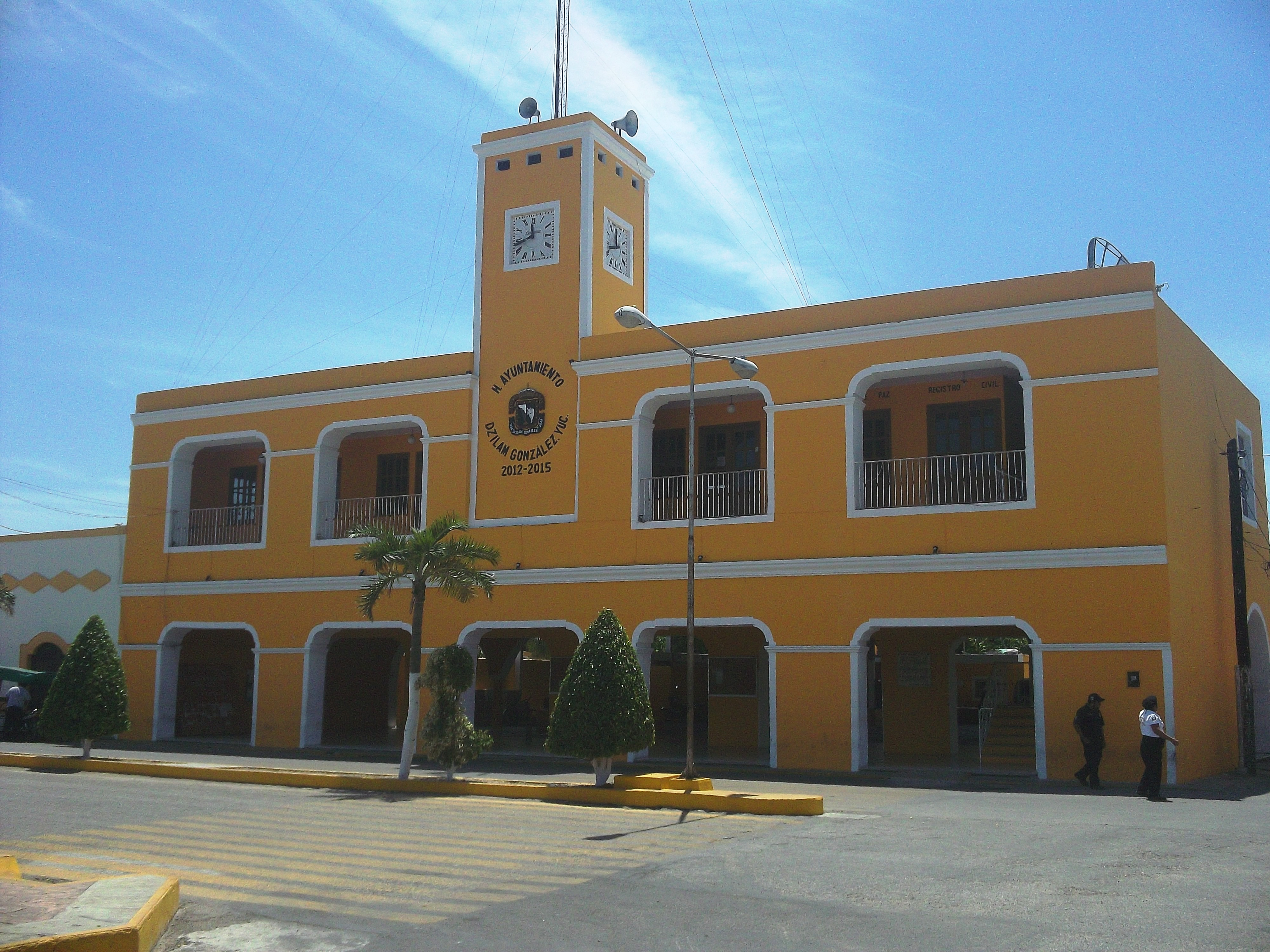
Palacio municipal Dzilam González.
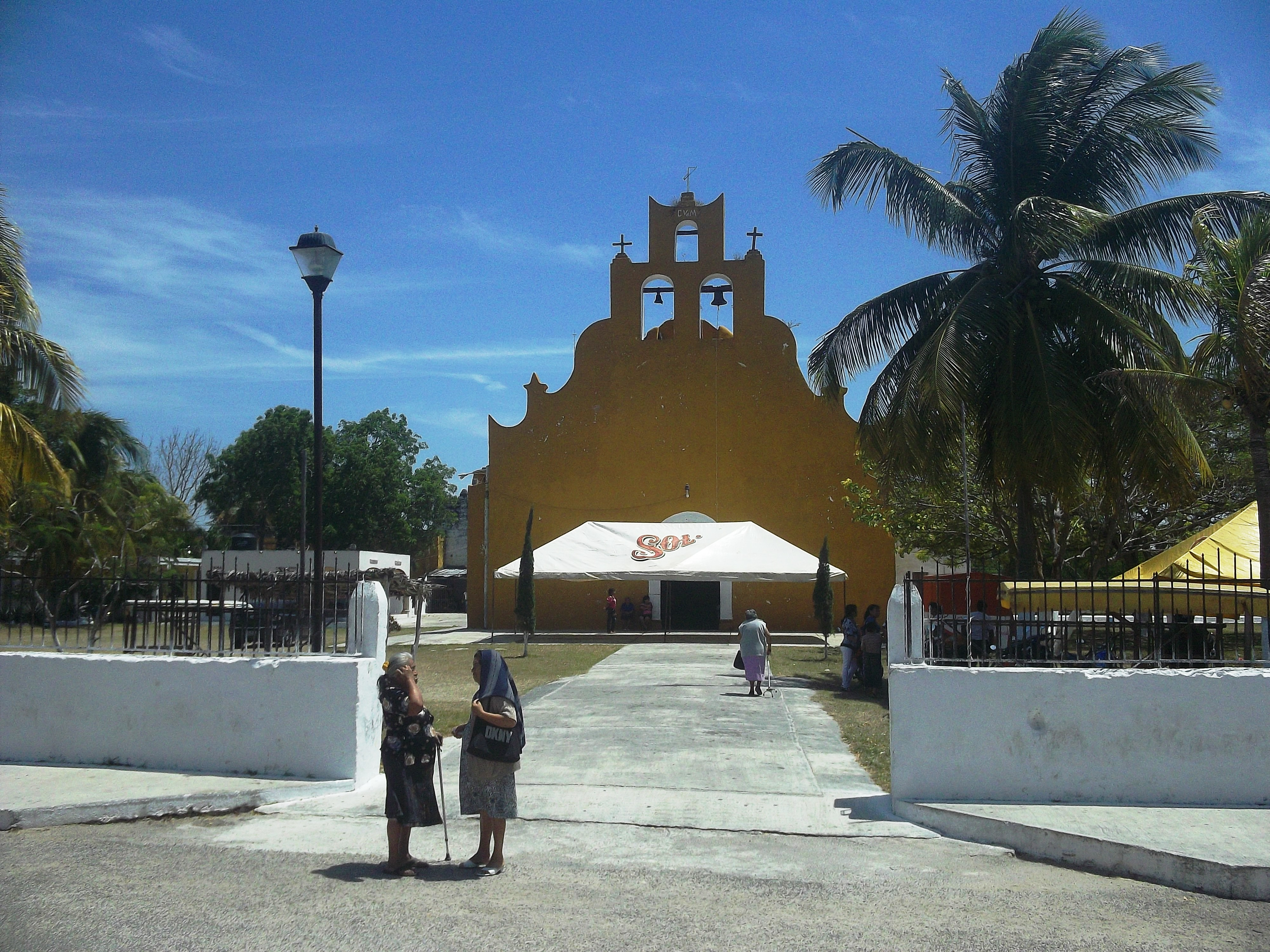
Iglesia principal de Dzilam González.
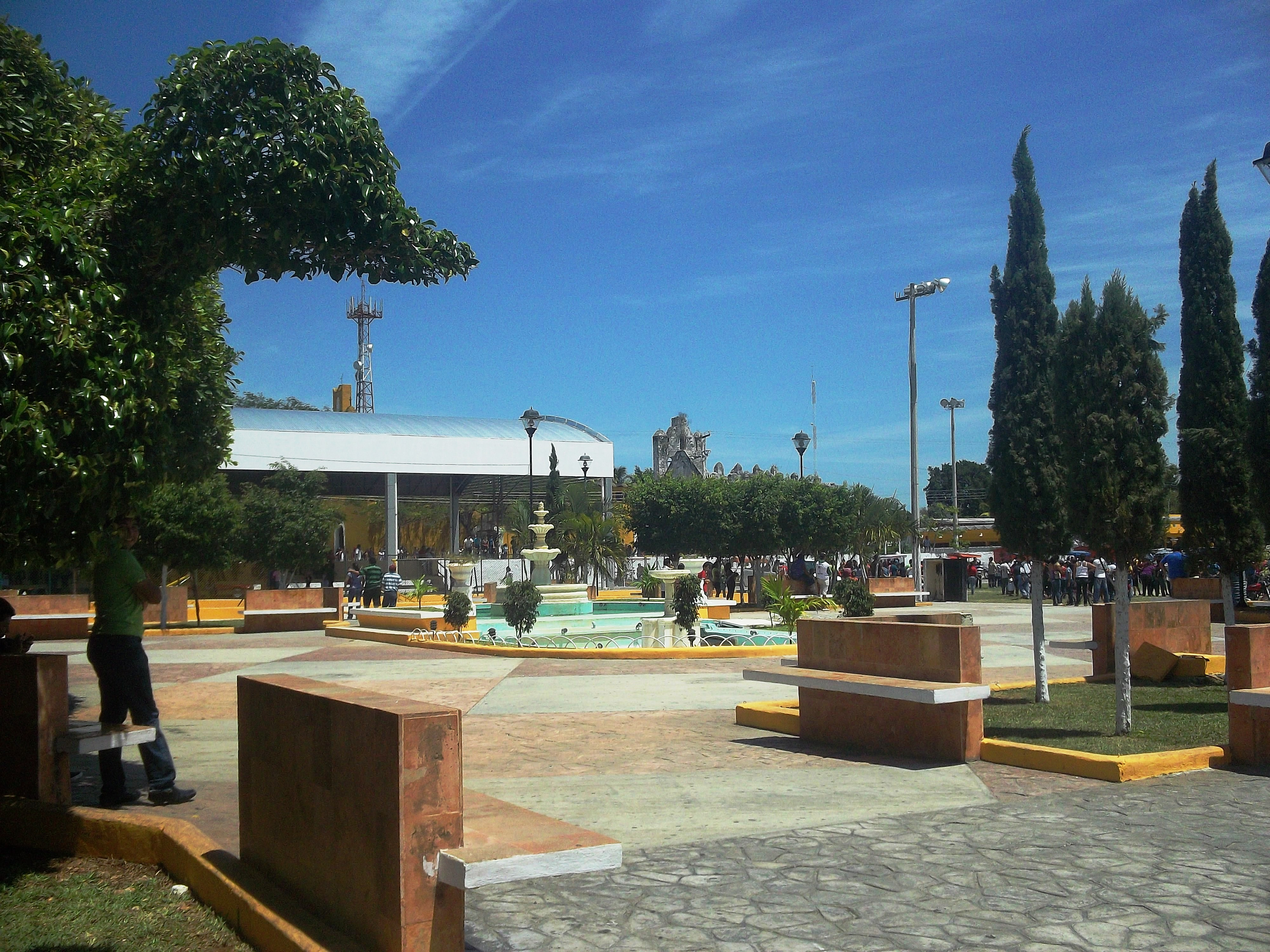
Parque principal de Dzilam González.
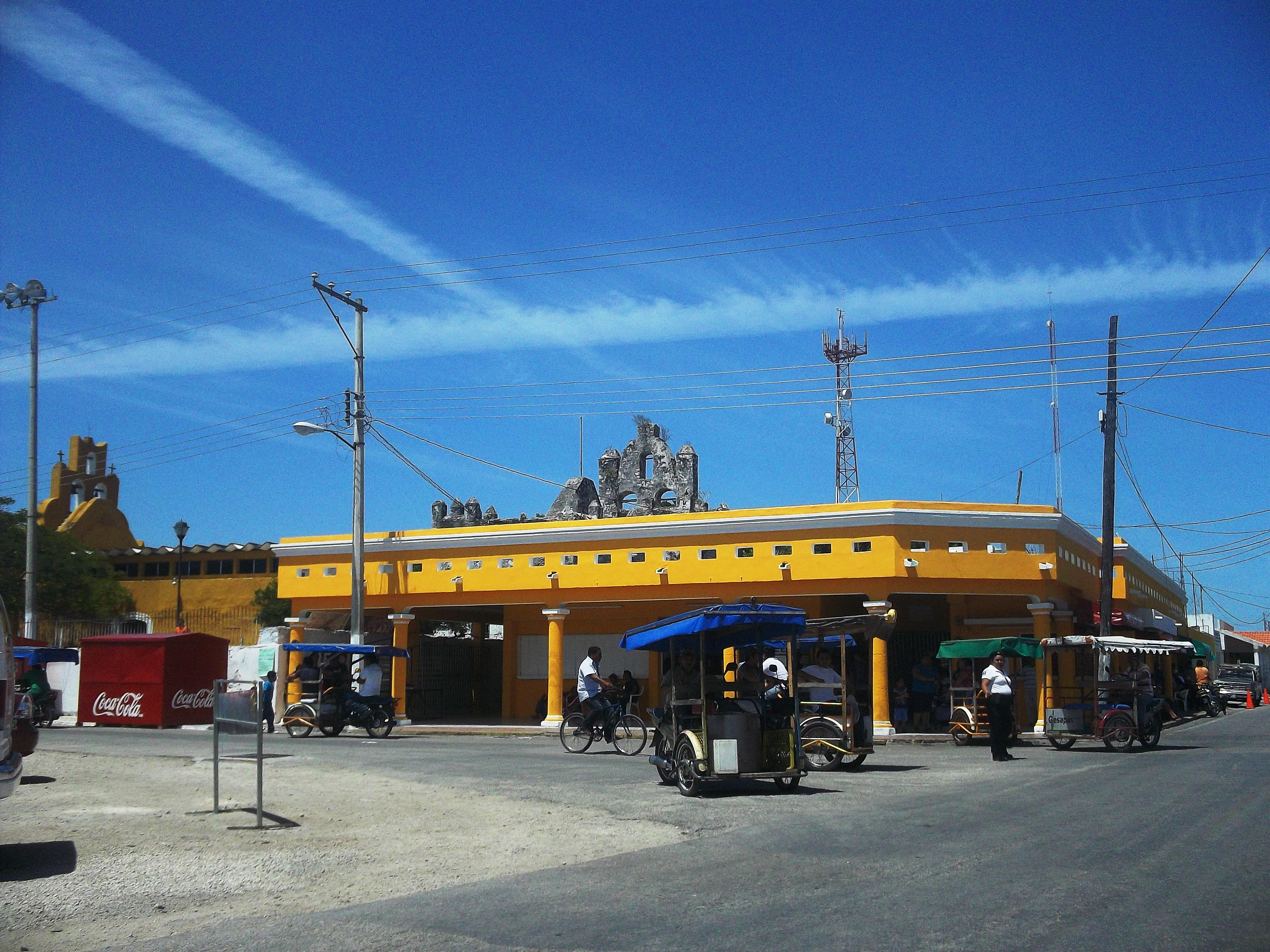
Mercado municipal de Dzilam González.
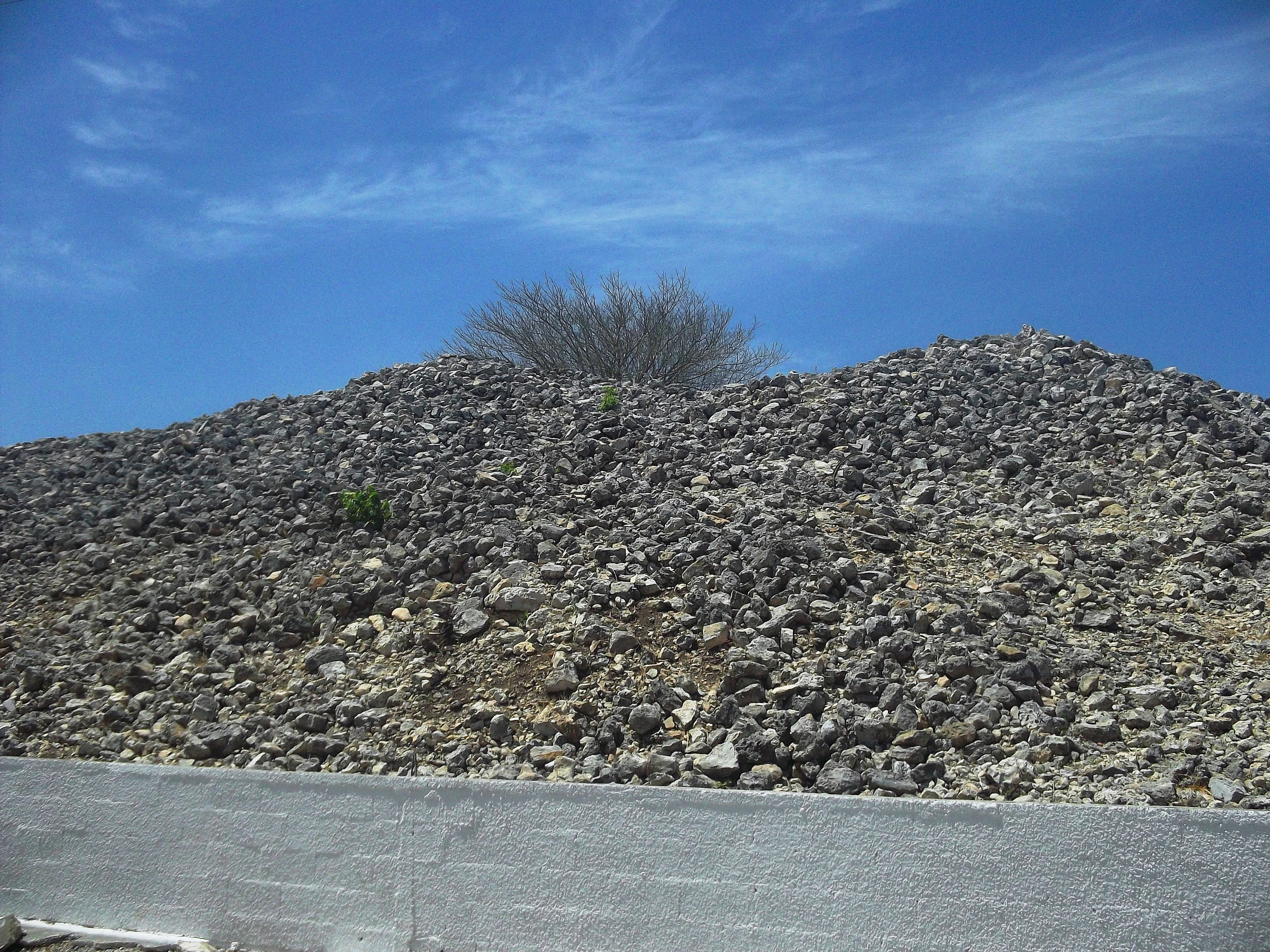
Vestigios arqueológicos de Dzilam González.
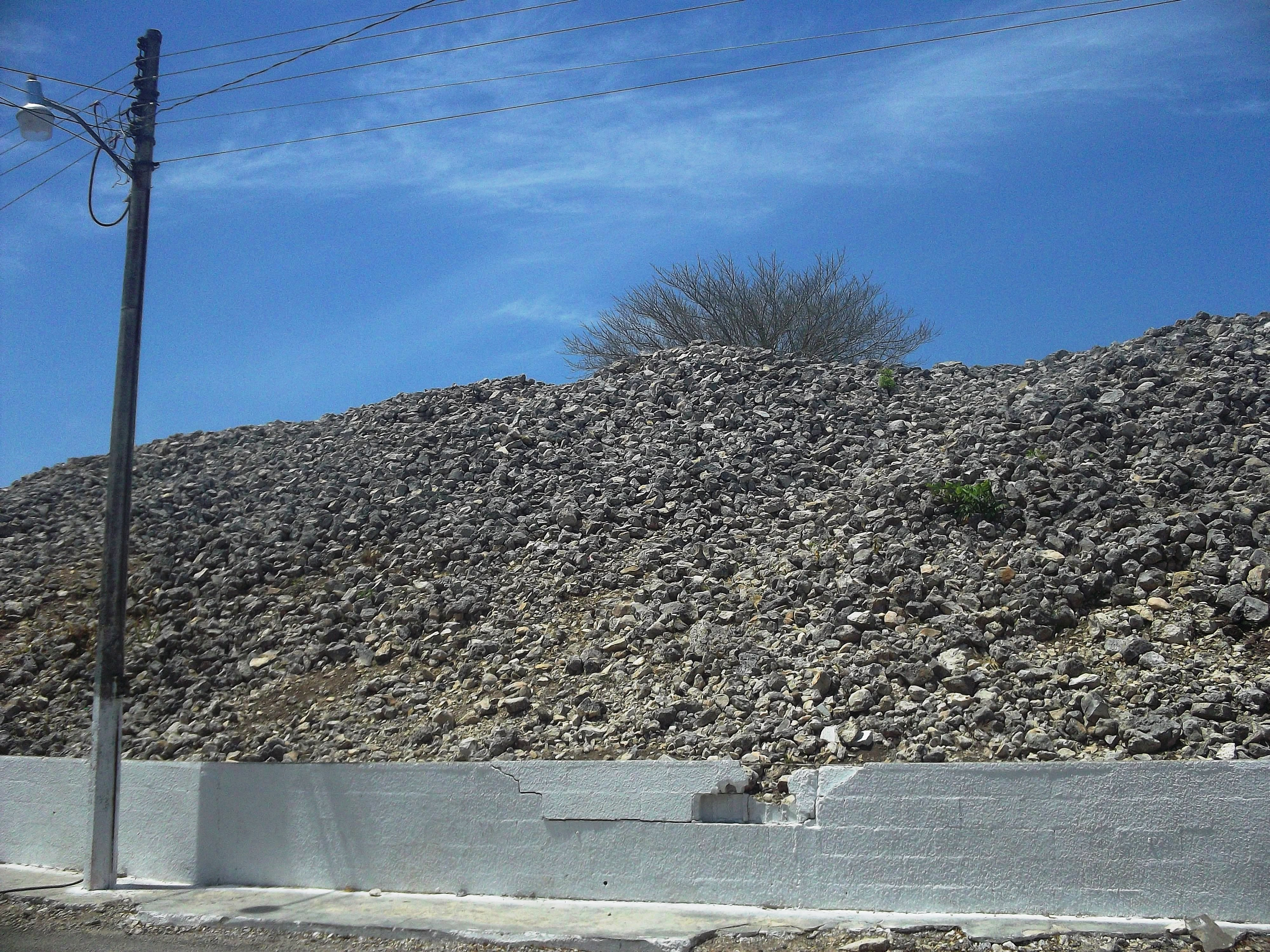
Vestigios arqueológicos de Dzilam González.
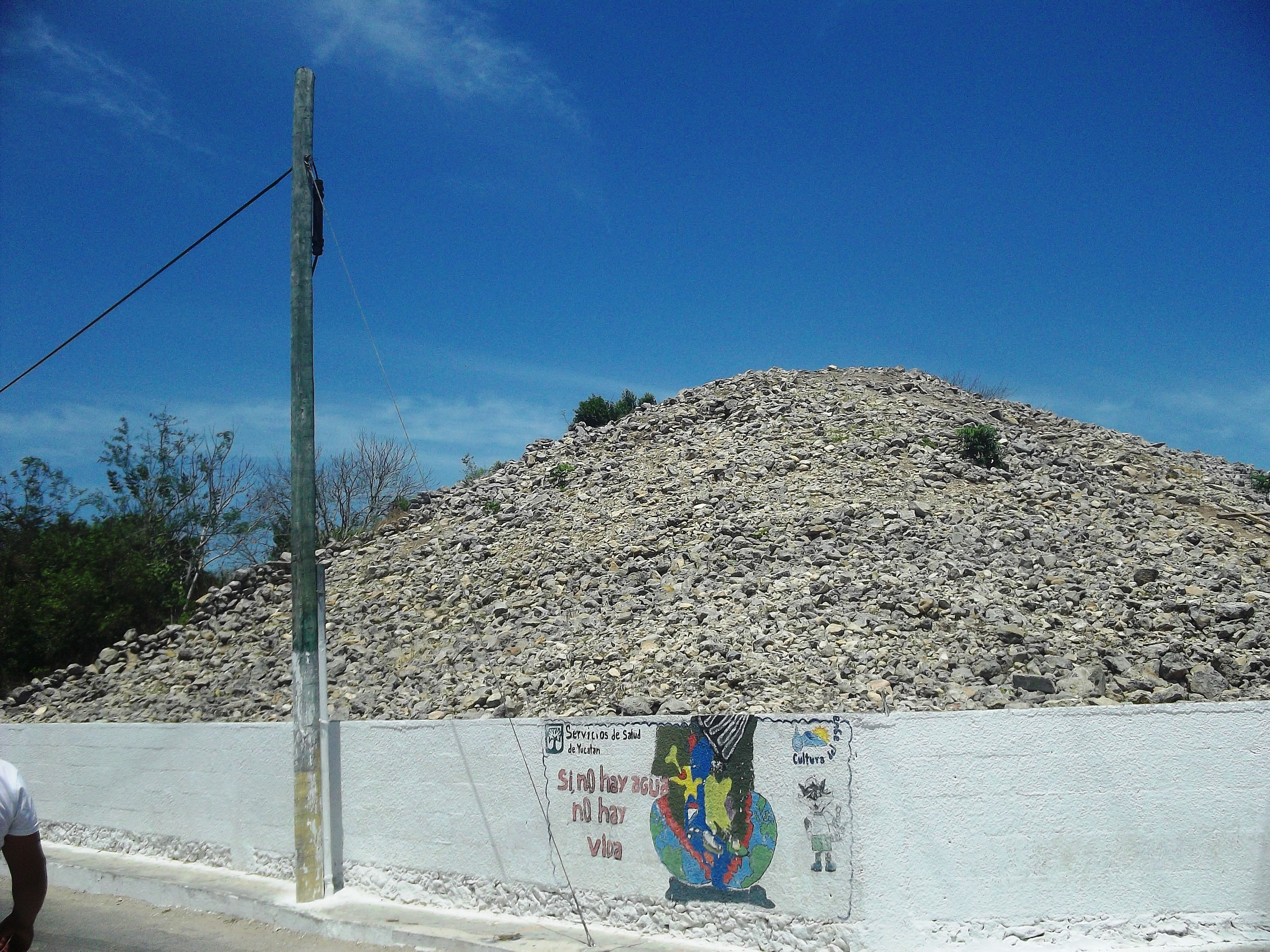
Vestigios arqueológicos de Dzilam González.
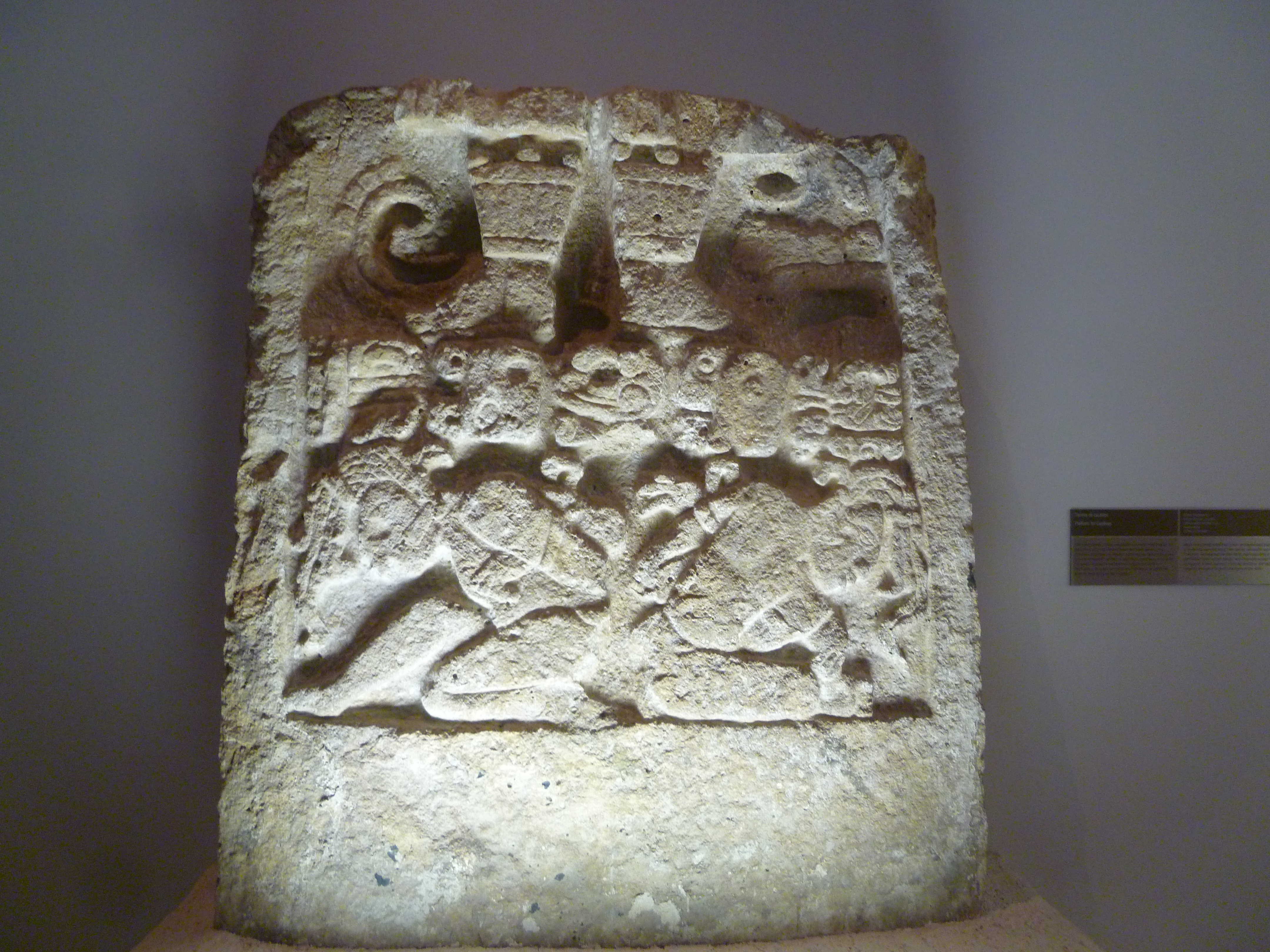
"Tarima de cautivos" hallado en Dzilam González.